# Pont-Salomon
Pont-Salomon – miejscowość i gmina we Francji, w regionie Owernia-Rodan-Alpy, w departamencie Górna Loara.
Według danych na rok 2004 gminę zamieszkiwało 1713 osób, a gęstość zaludnienia wynosiła 197 osób/km² (wśród 1310 gmin Owernii Pont-Salomon plasuje się na 133. miejscu pod względem liczby ludności, natomiast pod względem powierzchni na miejscu 869.).
- La Vallée des forges